# Bad Homburg Sentinels
Die Bad Homburg Sentinels sind ein American-Football-Verein aus Bad Homburg in Hessen, der im Jahr 2015 gegründet wurde. In der Saison 2021 spielen die Sentinels in der GFL2 Süd, der zweithöchsten Spielklasse Deutschlands.

## Geschichte
Der AFC Bad Homburg Sentinels e. V. wurde am 27. Juli 2015 in Ober-Eschbach gegründet. Bereits 2016 nahm das Team den Spielbetrieb in der Verbandsliga Mitte auf, wo es in der regulären Saison ungeschlagen blieb und trotz der Finalniederlage gegen die Pirmasens Praetorians (17:20) direkt den Aufstieg in die Landesliga Mitte schaffte. Auch in den beiden folgenden Spielzeiten gelang jeweils der direkte Aufstieg in die Oberliga Hessen bzw. in die Regionalliga Mitte.
In der Regionalliga Mitte belegte die Mannschaft in der Saison 2019 den zweiten Platz. Mit zwei Siegen (49:14 und 41:0) über die Rüsselsheim Crusaders erreichten die Sentinels erstmals in ihrer Vereinsgeschichte die GFL2.